# Salemi
Salemi is een gemeente in de Italiaanse provincie Trapani (regio Sicilië) en telt 11.436 inwoners (31-12-2004). De oppervlakte bedraagt 181,8 km², de bevolkingsdichtheid is 63 inwoners per km².
Aan de Piazza Alicia staat het Noormannenkasteel van Salemi.

## Demografie
Salemi telt ongeveer 4727 huishoudens. Het aantal inwoners daalde in de periode 1991-2001 met 6,0% volgens cijfers uit de tienjaarlijkse volkstellingen van ISTAT.
| Jaar | Inwoneraantal |
| ---- | ------------- |
| 1991 | 12.321        |
| 2001 | 11.578        |

## Geografie
De gemeente ligt op ongeveer 446 m boven zeeniveau.
Salemi grenst aan de volgende gemeenten: Calatafimi-Segesta, Castelvetrano, Marsala, Mazara del Vallo, Santa Ninfa, Trapani, Vita.

## Geboren
- Angelo Robino (1805-1868), aartsbisschop van Syracuse
- Giuseppe Maria Maragioglio (1811-1888), bisschop van Patti

Alcamo · Buseto Palizzolo · Calatafimi-Segesta · Campobello di Mazara · Castellammare del Golfo · Castelvetrano · Custonaci · Erice · Favignana · Gibellina · Marsala · Mazara del Vallo · Paceco · Pantelleria · Partanna · Petrosino · Poggioreale · Salaparuta · Salemi · San Vito Lo Capo · Santa Ninfa · Trapani · Valderice · Vita
1. ↑  https://demo.istat.it/?l=it.